# ルイ3世 (プロヴァンス王)
ルイ3世（仏: Louis III, ドイツ語：Ludwig III.、880年頃 - 928年6月5日）は、ボゾン家のプロヴァンス国王（在位：887年 - 928年）。カール3世皇帝（肥満王）の養子として幼少でプロヴァンス王位を得た。長じて勢力を拡大してイタリア王を兼ね（在位：900年 - 905年）、養父と同じローマ皇帝に登り詰めた（在位：901年 - 905年）。しかし栄光は長く続かず対立イタリア王ベレンガーリオ1世に敗北してイタリアから追い出され失明させられたことから盲目王（l'Aveugle）と呼ばれる。ローマ皇帝としてルートヴィヒ3世（ドイツ語: Ludwig III）。

## 生涯
プロヴァンス王ボソとローマ皇帝兼イタリア王のロドヴィコ2世の娘エルマンガルドとの間の長男で、父ボソが887年に死去した後、母エルマンガルドは皇帝カール3世に庇護を頼み、カール3世の後見のもとルイはプロヴァンス王位を継承した。ロドヴィコ2世の孫にあたることからイタリア王位を要求、900年にイタリア王ベレンガーリオ1世の対立王となる。さらに皇帝アルヌルフのあと皇帝位をも要求し、901年に教皇ベネディクトゥス4世によりローマで皇帝として戴冠されたが、905年にベレンガーリオ1世に捕えられ、眼球を摘出され失明させられた。ルイはプロヴァンスに戻りプロヴァンス王を名乗り続けたが、実権は又従兄で義兄のアルル伯ユーグ（後のイタリア王ウーゴ）が握った。

## 子女
900年頃、東ローマ皇帝レオーン6世の娘とされるアンナ（887年頃 - 914年）と結婚。アンナの死後、ブルグント王ルドルフ1世の娘アーデルハイトと結婚した。息子が1人いる。
- シャルル・コンスタンティン（? - 962年） - ヴィエンヌ伯

ベレンガーリオ1世の2度目の妃アンナは、ルイ3世とアンナとの間の娘ともいわれている。

## 関連文献
- ハンス・K・シュルツェ『西欧中世史事典II』ミネルヴァ書房、2005年、p.143
- 根津由喜夫「二人のビザンツ皇女の運命:｢ジラール・ド・ルシヨン」を読み解く」『金沢大学文学部論集. 史学・考古学・地理学篇』第27巻、2007-03-25、2007年3月、161-202頁、CRID 1050564285878447744、hdl:2297/3854、ISSN 13424270。